# 나콘랏차시마

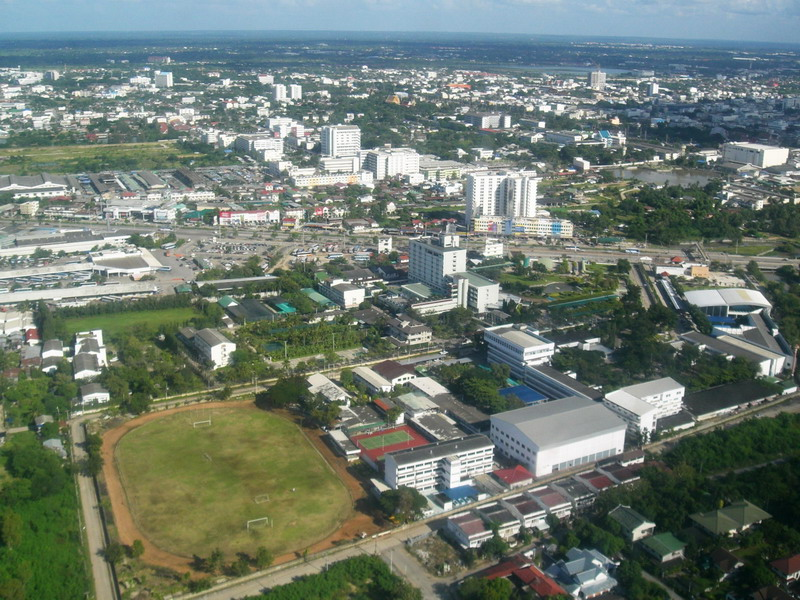
시가지의 모습

나콘랏차시마(태국어: นครราชสีมา 나콘라차시마[*])는 태국 동북부(이산)의 도시이자 나콘랏차시마 주의 주도이다. 면적은 37.5km2 이고 2008년의 인구는 145,793명이다.
코랏고원의 서쪽 끝에 있으며, 역사적으로 태국과 라오스의 국경에 자리하고 있다. 코랏(โคราช)이라는 이름으로도 알려져 있다.
나콘랏차시마는 또한 나콘랏차시마 도시권의 중심이다.

## 역사
고고학적인 증거는 이곳에 두 고대의 마을이 있었음을 암시한다. 이들은 이후 세마와 나콘라쯔로 명명되었고 현재의 나콘랏차시마(꼬랏)에서 서쪽으로 32km 떨어진 숭는 군 일대에 해당한다. 14세기 이전에 나콘랏차시마 지역은 크메르 제국의 영향력 아래에 있었을 것으로 생각된다.
아유타야 왕국의 나라이 왕(1656~1688)은 아유타야의 북동쪽 변경을 지키기 위해 '새로운' 꼬랏의 건설을 명령했다. 나콘랏차시마는 이 때부터 왕국의 '2급 도시'로서 옛 아유타야의 기록과 법률 문서에 언급된다. 지배자는 대를 이어 도시를 통치했다. 나콘랏차시마는 아유타야의 내부 분쟁과 직접적으로 관련이 있었다.
방콕 시대가 시작될 때부터 나콘랏차시마는 왕국의 라오스와 크메르의 '봉신'들을 감독하는 북동쪽 변경의 가장 큰 요새가 되었다.
도시는 1826년에 라오스를 시암의 지배로부터 벗어나게 하려는 비엔티안의 왕 아누봉의 공격을 받았다. 이 때의 유명한 인물인 타오 수라나리는 지역의 영웅으로서 그를 기념하는 조각상이 꼬랏 중심가에 세워져있다.
나콘랏차시마는 19세기 후반의 행정 개혁 후에도 계속해서 북동부 지방의 중요한 정치적, 경제적 중심지였다. 20세기 초에 북동부 지방(이산)에 처음 철도가 개통하였다. 나콘랏차시마는 이 지방 철도의 중요한 교차점이 되었다.
1932년의 혁명으로 절대군주제가 종식된 후에 1933년 10월에 도시는 방콕의 새로운 정부에 대항하는 폭동의 근거지가 되었다.
베트남 전쟁 때 나콘랏차시마는 미군 육군의 기지였다.

## 사건ㆍ사고

### 총기 난사 사건
2020년 태국군의 부사관인 짜끄라판 톰마가 지휘관을 살해한 뒤 나콘랏차시마의 한 쇼핑몰 터미널21을 찾아와 기관총을 난사해 최소 26명이 사망하고 57명이 다쳤다.

## 교통
나콘랏차시마는 북동부 철도를 통해 방콕, 우본랏차타니, 농카이와 연결되어 있다. 도시에서 동쪽으로 26km 떨어진 곳에는 나콘랏차시마 공항이 있다.

## 기후
이 지방은 대체로 혹서기 (2월 ~ 5월), 우기 (5월 ~ 10월), 겨울 (10월 ~ 2월)의 3개의 계절이 있다. 겨울에 시가지는 약 15℃, 농촌 지역은 10℃ 이하까지 떨어진다.
| Nakhon Ratchasima (1981–2010)의 기후                                                             | Nakhon Ratchasima (1981–2010)의 기후 | Nakhon Ratchasima (1981–2010)의 기후 | Nakhon Ratchasima (1981–2010)의 기후 | Nakhon Ratchasima (1981–2010)의 기후 | Nakhon Ratchasima (1981–2010)의 기후 | Nakhon Ratchasima (1981–2010)의 기후 | Nakhon Ratchasima (1981–2010)의 기후 | Nakhon Ratchasima (1981–2010)의 기후 | Nakhon Ratchasima (1981–2010)의 기후 | Nakhon Ratchasima (1981–2010)의 기후 | Nakhon Ratchasima (1981–2010)의 기후 | Nakhon Ratchasima (1981–2010)의 기후 | Nakhon Ratchasima (1981–2010)의 기후 |
| 월                                                                                               | 1월                                  | 2월                                  | 3월                                  | 4월                                  | 5월                                  | 6월                                  | 7월                                  | 8월                                  | 9월                                  | 10월                                 | 11월                                 | 12월                                 | 연간                                 |
| ------------------------------------------------------------------------------------------------ | ------------------------------------ | ------------------------------------ | ------------------------------------ | ------------------------------------ | ------------------------------------ | ------------------------------------ | ------------------------------------ | ------------------------------------ | ------------------------------------ | ------------------------------------ | ------------------------------------ | ------------------------------------ | ------------------------------------ |
| 역대 최고 기온 °C (°F)                                                                           | 37.7 (99.9)                          | 39.4 (102.9)                         | 40.8 (105.4)                         | 42.2 (108.0)                         | 41.4 (106.5)                         | 39.2 (102.6)                         | 39.2 (102.6)                         | 37.2 (99.0)                          | 36.7 (98.1)                          | 35.1 (95.2)                          | 36.1 (97.0)                          | 36.0 (96.8)                          | 42.2 (108.0)                         |
| 일평균 최고 기온 °C (°F)                                                                         | 30.7 (87.3)                          | 33.6 (92.5)                          | 35.6 (96.1)                          | 36.5 (97.7)                          | 35.0 (95.0)                          | 34.4 (93.9)                          | 33.8 (92.8)                          | 33.2 (91.8)                          | 32.2 (90.0)                          | 31.0 (87.8)                          | 30.1 (86.2)                          | 29.3 (84.7)                          | 33.0 (91.4)                          |
| 일일 평균 기온 °C (°F)                                                                           | 24.3 (75.7)                          | 26.9 (80.4)                          | 28.9 (84.0)                          | 30.0 (86.0)                          | 29.1 (84.4)                          | 29.1 (84.4)                          | 28.6 (83.5)                          | 28.1 (82.6)                          | 27.4 (81.3)                          | 26.7 (80.1)                          | 25.4 (77.7)                          | 23.6 (74.5)                          | 27.3 (81.1)                          |
| 일평균 최저 기온 °C (°F)                                                                         | 18.5 (65.3)                          | 21.0 (69.8)                          | 23.2 (73.8)                          | 24.9 (76.8)                          | 25.0 (77.0)                          | 25.1 (77.2)                          | 24.7 (76.5)                          | 24.5 (76.1)                          | 24.0 (75.2)                          | 23.2 (73.8)                          | 21.1 (70.0)                          | 18.3 (64.9)                          | 22.8 (73.0)                          |
| 역대 최저 기온 °C (°F)                                                                           | 9.6 (49.3)                           | 12.4 (54.3)                          | 13.0 (55.4)                          | 19.0 (66.2)                          | 21.5 (70.7)                          | 22.0 (71.6)                          | 21.3 (70.3)                          | 21.7 (71.1)                          | 20.4 (68.7)                          | 16.6 (61.9)                          | 12.5 (54.5)                          | 8.3 (46.9)                           | 8.3 (46.9)                           |
| 평균 강우량 mm (인치)                                                                            | 8.2 (0.32)                           | 16.1 (0.63)                          | 37.1 (1.46)                          | 72.2 (2.84)                          | 154.1 (6.07)                         | 104.5 (4.11)                         | 120.9 (4.76)                         | 157.2 (6.19)                         | 228.3 (8.99)                         | 146.3 (5.76)                         | 23.9 (0.94)                          | 2.7 (0.11)                           | 1,071.5 (42.19)                      |
| 평균 강우일수                                                                                    | 1.0                                  | 2.3                                  | 5.4                                  | 8.4                                  | 13.9                                 | 12.9                                 | 14.3                                 | 17.3                                 | 18.6                                 | 12.3                                 | 3.9                                  | 0.9                                  | 111.2                                |
| 평균 상대 습도 (%)                                                                               | 64                                   | 62                                   | 61                                   | 65                                   | 73                                   | 72                                   | 73                                   | 75                                   | 80                                   | 78                                   | 71                                   | 66                                   | 70                                   |
| 평균 월간 일조시간                                                                               | 226.3                                | 211.9                                | 201.5                                | 186.0                                | 155.0                                | 114.0                                | 117.8                                | 117.8                                | 108.0                                | 145.7                                | 186.0                                | 226.3                                | 1,996.3                              |
| 평균 일일 일조시간                                                                               | 7.3                                  | 7.5                                  | 6.5                                  | 6.2                                  | 5.0                                  | 3.8                                  | 3.8                                  | 3.8                                  | 3.6                                  | 4.7                                  | 6.2                                  | 7.3                                  | 5.5                                  |
| 출처 1: Thai Meteorological Department                                                           |                                      |                                      |                                      |                                      |                                      |                                      |                                      |                                      |                                      |                                      |                                      |                                      |                                      |
| 출처 2: Office of Water Management and Hydrology, Royal Irrigation Department (sun and humidity) |                                      |                                      |                                      |                                      |                                      |                                      |                                      |                                      |                                      |                                      |                                      |                                      |                                      |